# Aleksandras Stulginskis
Aleksandras Stulginskis, född den 26 februari 1885 i Kutaliai, död den 22 september 1969 i Kaunas, var en lituisk politiker.
Stulginskis studerade filosofi i Innsbruck, där han promoverades till filosofie doktor, och bedrev därefter till 1913 agronomiska studier i Halle. Under den tyska ockupationens tid verkade han med framgång som ordförande i upplysningsföreningen Kytas i Vilnius samt redigerade samtidigt där tidningen Tévynés Sargas och jordbrukartidningen Ukininkas. Han blev september 1917 medlem i nationalrådet, där han tillhörde det kristligt demokratiska partiet, samt var 1918 inrikesminister i ministären Dovydaitis och senare jordbruksminister i ministären Sleževičius. Då Litauens konstituerande församling sammankom den 13 juni 1920, valde den Stulginskis till ordförande, och i denna sin egenskap fungerade han som Litauens provisoriska statsöverhufvud. Efter konstitutionens antagande valdes han den 19 juni 1923 till Litauens president. "Som sådan har han ådagalagt stor skicklighet och förstått att ställa sig öfver partierna samt åtnjuter stora sympatier inom alla befolkningslager," skriver Ignas Jurkunas-Scheynius i Nordisk familjebok. Han lämnade denna post 1926 och blev därefter talman. Året efter upplöstes parlamentet och Stulginskis lämnade politiken.